# Gumista
Il Gumista (in georgiano გუმისთა? e in abcaso Гәымсҭа) è un fiume della Transcaucasia.

## Il percorso
Il corso principale del fiume nasce alla confluenza di due affluenti detti Gumista orientale e occidentale e sfocia nel mar Nero, lungo le coste dell'Abcasia, nello stato caucasico della Georgia. Il Gumista ha una portata media annua di 30 m³/s, il suo corso è lungo 12 km e il suo bacino idrografico copre un'area di circa 576 km2.